# Cephalotes texanus
Cephalotes texanus é uma espécie de inseto do gênero Cephalotes, pertencente à família Formicidae.